# 콘트라 비엔토 이 마레아
《콘트라 비엔토 이 마레아》(스페인어: Contra viento y marea)은 2005년 방영된 멕시코의 텔레노벨라이다.